# Nico Rosberg
Nico Erik Rosberg (Wiesbaden, 27 de juny de 1985) és un ex-pilot de la Fórmula 1, campió l'any 2016 quan competia amb l'escuderia Mercedes GP. Rosberg competia amb bandera alemanya, tot i que de jove ho havia fet amb la de Finlàndia, tenint la doble nacionalitat d'aquests països.
Rosberg va guanyar la temporada 2005 de les GP2 Series amb l'equip ART, després d'haver corregut a la Fórmula 3 Euro Series a l'equip del seu pare. L'any 2010 Rosberg es va unir a l'escuderia Mercedes, formada després que aquesta marca comprés Brawn GP, campiona de constructors la temporada anterior.
El 2 de desembre de 2016 va anunciar la seva retirada de la Fórmula 1 en una conferència de premsa a la FIA.

## Biografia

### Primers anys i vida personal
És el fill del finès Keke Rosberg (guanyador de la temporada 1982 de Fórmula 1) i de l'alemanya Sina. No obstant això, Nico passà la majoria de la seva joventut a Mònaco amb la seva família, i encara viu al principat. Rosberg parla amb fluïdesa l'alemany, l'anglès, l'italià, el castellà i el francès, però només una mica de finès, malgrat que està aprenent aquesta llengua. Rosberg va competir sota els colors de les banderes finesa i alemanya en diferents temps durant els inicis de la seva carrera. A la Fórmula 1, igual que per tots els campionats del món de la FIA, la nacionalitat d'un pilot és definida pel seu passaport. Rosberg competeix sota els colors de la bandera alemanya a la Fórmula 1.
La seva novia és la dissenyadora d'interiors alemanya Vivian Sibold.

### Abans de laFórmula 1

#### Campionat Fórmula BMW 2002

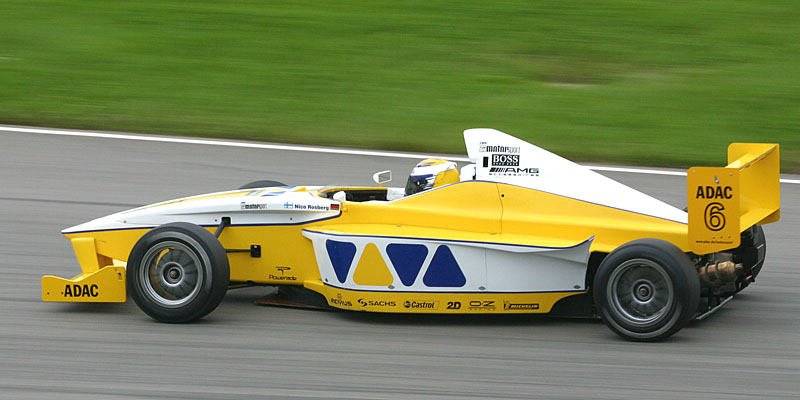
Nico Rosberg a la Fórmula BMW ADAC l'any 2002.

L'any 1992, quan Rosberg tenia 6 anys, va pujar a un cotxe de Fórmula 1 per primera vegada. Com que la família de Rosberg estava instal·lada a Mònaco, Nico va començar la seva carrera com a pilot al sud de França. L'any 1996 es va proclamar campió de la lliga Côte d'Azur a la categoria de 10 a 12 anys. L'any següent va guanyar el campionat francès de la mateixa categoria. L'any 1999 les seves actuacions li donen l'oportunitat de pujar a un Fórmula A per disputar el campionat d'Europa, en el qual aconsegueix la segona posició i un seient per al campionat mundial de la mateixa categoria.
En la temporada 2002 de la Fórmula BMW, Rosberg corre amb l'equip Viva Racing del seu pare, i aconsegueix el campionat de la sèrie amb un total de nou victòries, tres pòdiums i aconsegueix sumar punts en 16 de les 20 carreres d'aquella temporada, aconseguint un total de 264 punts, 81 més que el segon classificat, Maximilan Götz (que guanyaria el campionat la temporada següent). Rosberg va competir en aquesta categoria sota els colors de la bandera de Finlàndia, el país natal del seu pare.

#### Campionat GP2 Series 2005
Els anys 2003 i 2004, Rosberg participa en la Fórmula 3 Euro Series. En la seva primera temporada aconsegueix una victòria i el vuitè lloc en la classificació final; en la temporada següent aconsegueix guanyar tres carreres i assoleix la quarta posició al campionat. Després d'aquestes dues temporades a la Fórmula 3 Euro Series, Rosberg decideix competir a la nova categoria GP2 Series, que va ser creada a partir de la Fórmula 3000 com a plataforma principal dels joves talents per aconseguir accedir a la Fórmula 1.
Rosberg és fitxat per l'equip ART Grand Prix, amb el qual participa a les 23 carreres programades de la temporada inaugural de la categoria. Després d'un inici de temporada no molt prometedor en el qual només havia aconseguit un punt, aconsegueix una ratxa de 12 carreres seguides a la zona de punts (incloses 3 victòries, 6 podis i 2 poles) i entra de ple en la lluita pel campionat amb el pilot finlandès Heikki Kovalainen. Durant la part final de la temporada, Rosberg aconsegueix cinc podis en sis carreres, aconseguint guanyar les últimes dues carreres de la temporada a Bahrain i aconsegueix ser el campió de la temporada 2005 de les GP2 Series, superant Kovalainen.
Al final de la temporada Nico Rosberg va aconseguir punts en vint de les vint-i-tres carreres de la temporada, aconseguint dotze podis amb cinc victòries i quatre poles, aconseguint un total de 120 punts, la màxima puntuació assolida en aquesta categoria. A més, durant aquesta temporada va ser provador de l'equip Williams F1.

### Anys a Williams (2006 - 2009)

#### Campionat de 2006

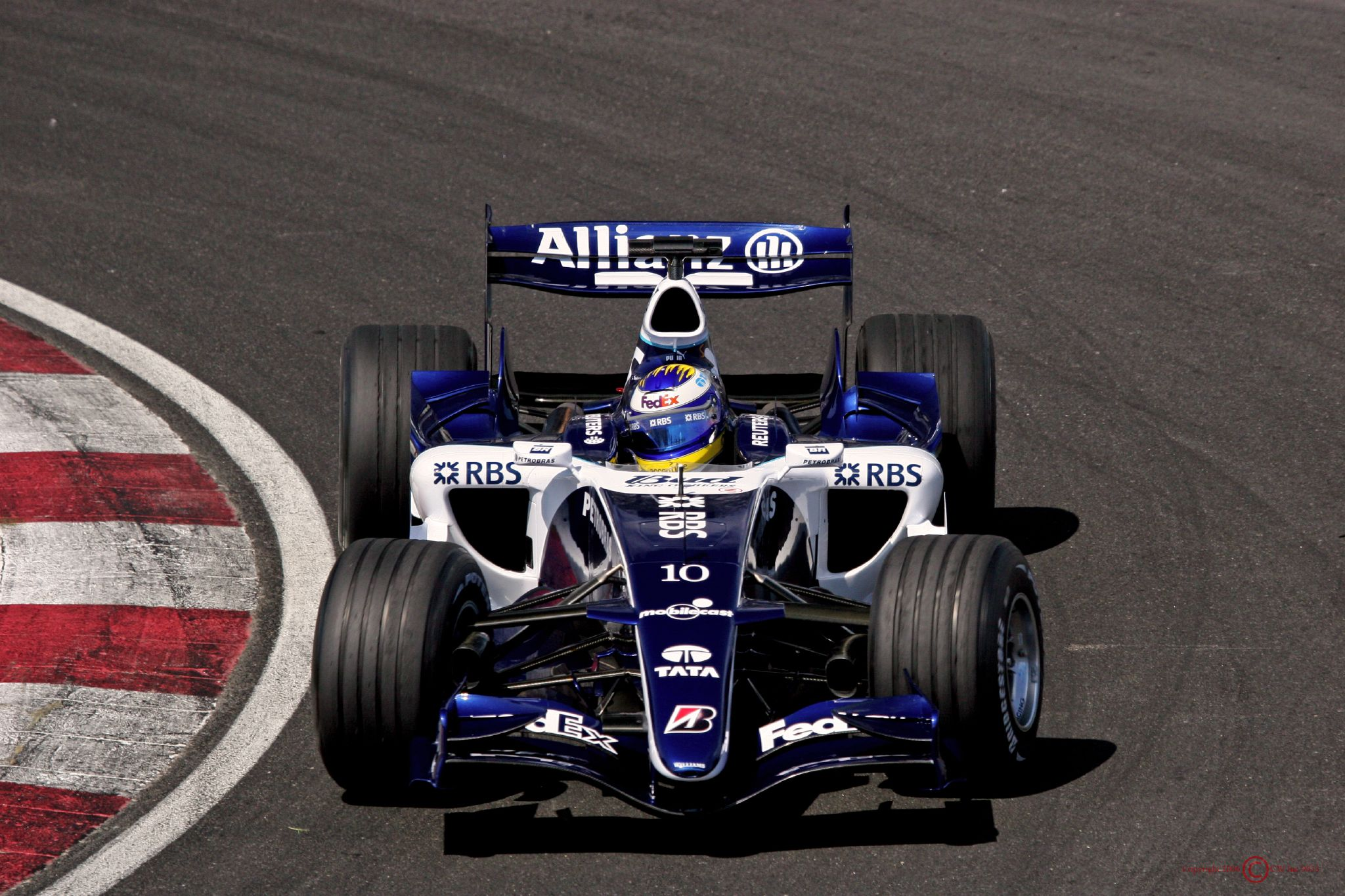
Rosberg durant el Gran Premi del Canadà del 2006, en el qual no va poder acabar la carrera.

Després de guanyar el campionat inaugural de les GP2 Series l'any 2005, Nico Rosberg és fitxat per l'equip Williams de la Fórmula 1 per a la temporada 2006, equip en el qual va ser pilot de proves en gran part de la temporada 2005.
En l'any del seu debut, Rosberg va tenir com a company d'equip al pilot australià Mark Webber, que ja portava una temporada a l'equip, tot i que llavors estava associat a BMW.
Una mica ansiós per donar una bona impressió al GP de Bahrain, Rosberg va cometre alguns errors i només va aconseguir un 12è lloc a les sessions classificatòries, just per sota del campió de 1997 Jacques Villeneuve. A la sortida, Rosberg aconsegueix guanyar una posició però toca amb el BMW Sauber de Nick Heidfeld, trencant el seu aleró i forçant-lo a entrar a boxes. L'equip Williams canvia la seva estratègia, passant a un stint bastant llarg, i Nico aconsegueix acabar a la zona de punts després de dos excel·lents avançaments a Christian Klien i David Coulthard, ambdós pilots de Red Bull. Rosberg va acabar en setè lloc, just per sota del seu company d'equip Mark Webber, i també va aconseguir la volta ràpida, essent encara avui el pilot més jove en aconseguir una volta ràpida a la Fórmula 1. Aquest espectacular debut va disparar els rumors que el situaven a McLaren.
Per a la seva segona carrera de la temporada, el GP de Malàisia, Rosberg aconsegueix un excel·lent tercer lloc per a la sortida, superant al seu company Webber i a pilots com Fernando Alonso i Michael Schumacher. No obstant això, a la carrera el motor Cosworth del seu Williams es trenca i això impedeix que pugui lluitar per un lloc al podi.
Durant la resta de l'any, el rendiment de Nico va estar sempre condicionat per la baixa competitivitat i la poca fiabilitat del seu FW28, que va obligar-lo a abandonar en vuit ocasions durant divuit carreres. Al final, Rosberg només va poder sumar quatre punts, acabant dissetè a la classificació general de pilots, però deixant un bon sabor de boca i essent confirmat per a l'any següent.

#### Campionat de 2007

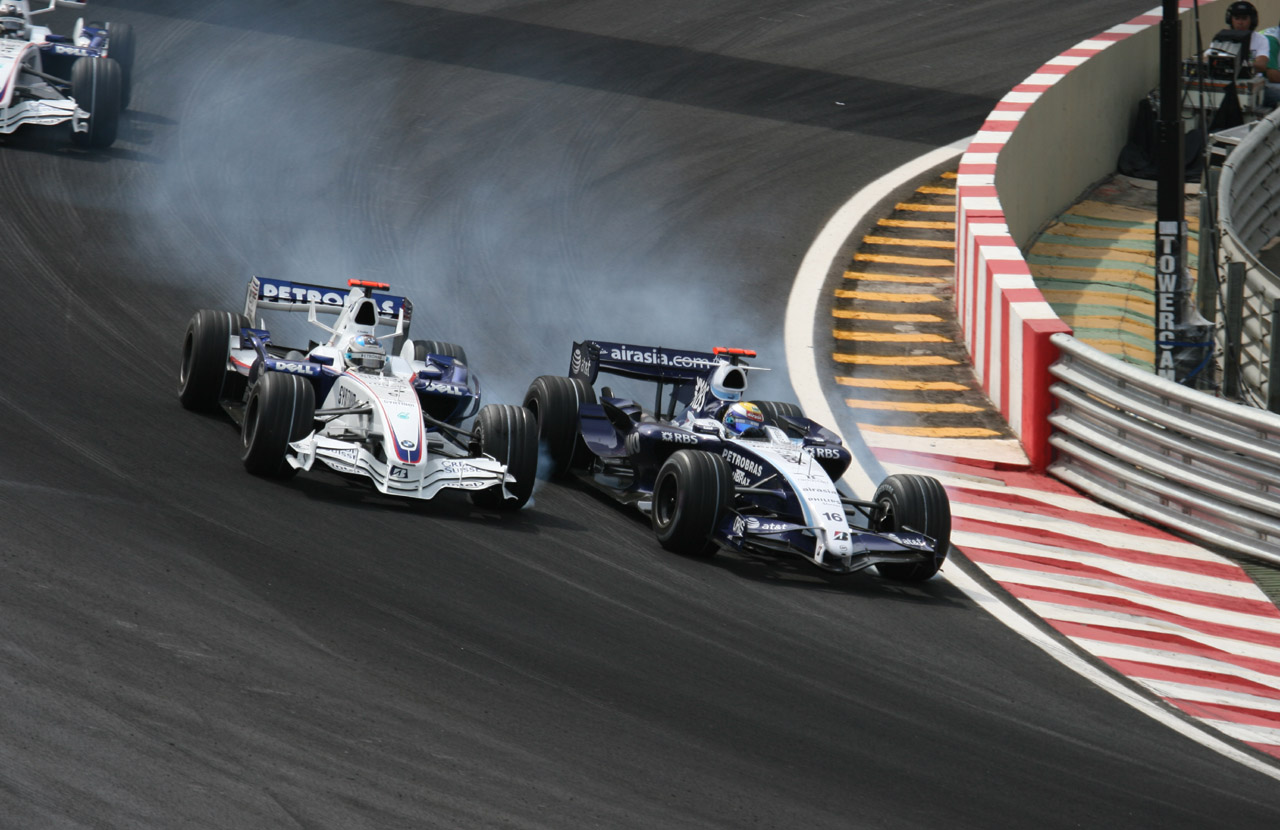
Rosberg avança a Robert Kubica durant el Gran Premi de Brasil, en el qual va quedar quart.

Per a la temporada 2007, com que l'equip Williams F1 no havia estat competitiu, l'escuderia va decidir trencar el seu contracte amb el fabricant de motors Cosworth degut al baix nivell de qualitat que presentaven els seus propulsors, anunciant la seva associació amb Toyota. L'equip Williams acolliria el protegit de Toyota Kazuki Nakajima com a pilot de proves. A més, Williams va fitxar l'experimentat pilot austríac Alexander Wurz per ser el company d'equip de Rosberg, després de la incorporació de Webber a Red Bull Racing.
Inicialment, el FW29 motoritzat per Toyota havia mostrat cert potencial a les proves de pretemporada, tot i que Rosberg es va mostrar bastant realista en dir que "A la Fórmula 1 normalment no pots donar un gran salt a la graella en un any".
Rosberg va aconseguir sumar punts en set de les disset carreres a la temporada, tot i que algunes situacions alienes a ell van impedir que sumés una gran quantitat de punts, com en el Gran Premi del Canadà, on Nico va ser penalitzat per proveir-se combustible amb el cotxe de seguretat en pista. Un altre cas va ser el trencament del motor durant el Gran Premi dels Estats Units, a Indianàpolis, quan tan sols restaven unes voltes del final i estava a la sisena posició. També va patir un error hidràulic durant el Gran Premi de Malàisia, quan anava setè.
Al final de la temporada, Rosberg va aconseguir firmar el seu millor resultat a la màxima categoria amb un excel·lent quart lloc al Gran Premi de Brasil, però el més sorprenent d'aquesta carrera és que va aconseguir avançar als BMW de Nick Heidfeld i Robert Kubica, en una maniobra que va ser considerada per a molts com una de les millors de la temporada.
Al final de la temporada 2007, Nico va acabar amb vint punts, quedant novè de la classificació de pilots. Va estar a punt de fitxar per McLaren de cara a la temporada següent, però al final l'operació no es va fer efectiva.

#### Campionat de 2008

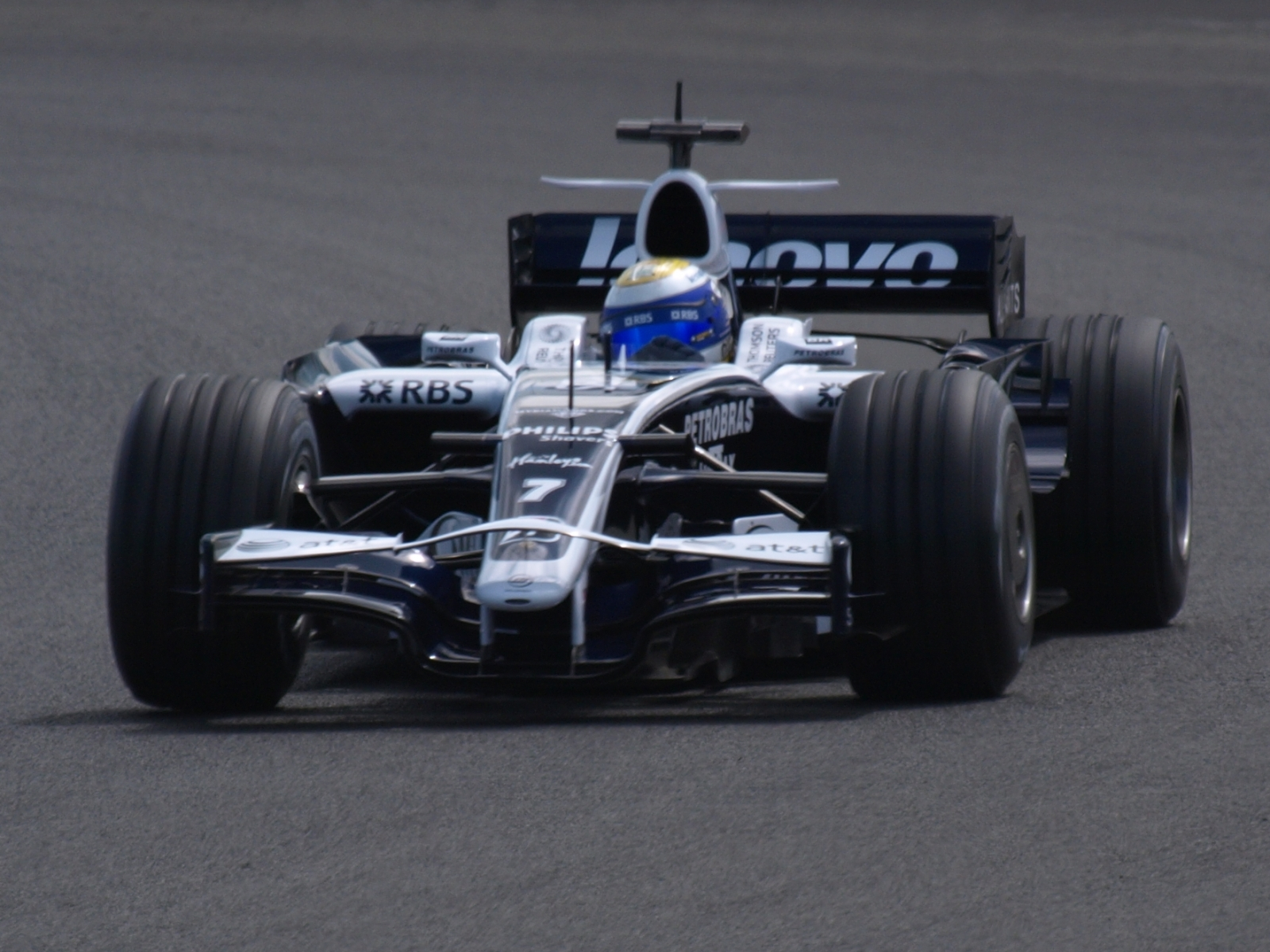
Rosberg durant una sessió d'entrenamients lliures amb el FW30.

La temporada 2008 va ser bastant prometedora per a Nico Rosberg des dels entrenaments de pretemporada, ja que l'equip va pensar que havia aconseguit avançar bastant amb el nou disseny del FW30, el qual va mostrar un excel·lent rendiment durant les proves al Circuit de Jerez i al Circuit de Catalunya.
El Gran Premi d'Austràlia va iniciar una temporada d'alts i baixos per a Rosberg, que novament va veure com li canviaven el seu company d'equip, que aquesta vegada era Kazuki Nakajima. A la qualificació, Rosberg va quedar setè després de Jarno Trulli de Toyota i Nick Heidfeld de BMW Sauber, aconseguint avançar-los a ambdós en una ràpida sortida que el va portar fins al quart lloc després d'una virolla de Felipe Massa de Ferrari a la primera corba. Després d'una carrera bastant agitada, Rosberg aconsegueix el primer podi a la Fórmula 1 després de quedar tercer, per darrere de Lewis Hamilton i Nick Heidfeld, essent el millor resultat de la seva carrera a la Fórmula 1 fins llavors i el seu primer podi després de Bahrain 2005, quan corria per ART a les GP2. També va ser la primera vegada que dos campions de la GP2 coincidien en el podi de la F1.
Després de l'excel·lent rendiment mostrat per Rosberg i el seu FW30 a Austràlia, les carències del monoplaça es van començar a fer evidents quan al GP de Malàisia es classifica en la setzena plaça a la graella de sortida. A Bahrain, malgrat realitzar una gran sessió qualificatòria (quart lloc), les carències del vehicle només li permeten sumar un punt.
La resta de la temporada va ser caracteritzada bàsicament pel mateix. Rosberg només va sumar punts en cinc carreres i va acabar el campionat amb 17 punts, tres menys que la temporada anterior. No obstant això, va estar a punt de guanyar el GP de Singapur després d'una sèrie d'incidents que involucraren el cotxe de seguretat, quedant en segon lloc malgrat patir una penalització de deu segons per posar gasolina amb el cotxe de seguretat a pista.

#### Campionat de 2009

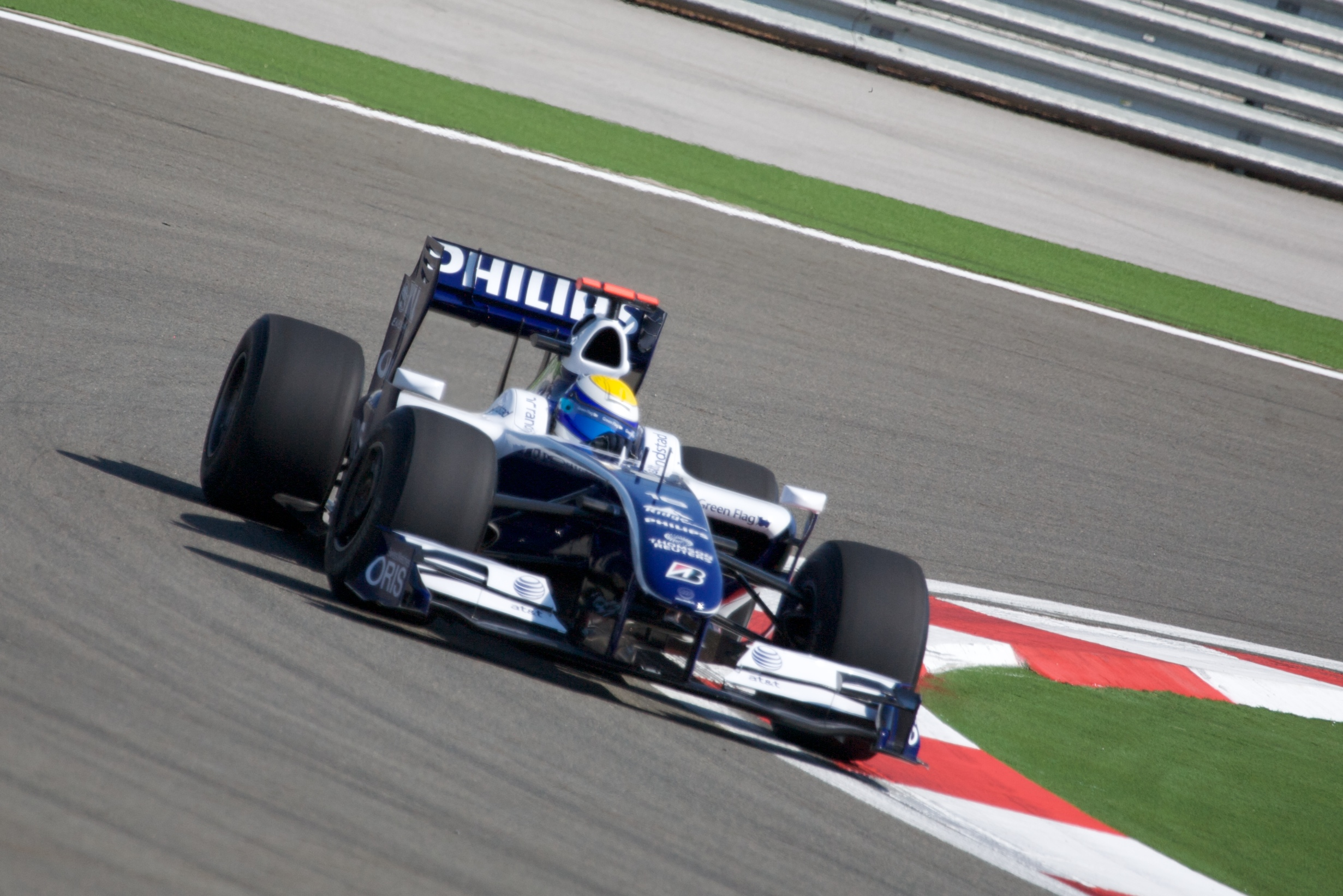
Nico Rosberg durant el Gran Premi de Turquia 2009.

Després d'una temporada 2008 on l'equip Williams F1 i Rosberg van brillar per la falta de competitivitat del seu FW30, Rosberg va dir públicament que si l'equip no reaccionava de cara a la temporada 2009, abandonaria l'equip. La temporada va començar amb polèmiques que envoltaven l'equip Williams F1, Toyota Racing i l'equip format a partir d'Honda, Brawn GP, degut al disseny revolucionar i enginyós del seu difusor, que fou reportat per Adrian Newey de Red Bull Racing, com una part aerodinàmica que proporcionava més d'un segon per volta.
El Williams FW31 es va mostrar competitiu durant les primeres dues carreres de la temporada, i fins i tot Rosberg va ser capaç de classificar-se quart al Gran Premi de Malàisia on després de la primera corba se situà líder. Després el clima va empitjorar i la carrera es va haver de detenir per falta de visibilitat, i Rosberg va acabar vuitè.
Malgrat el potencial del cotxe, Rosberg no havia pogut mostrar-lo a pista degut a diferents errors estratègics de Williams des de la parada de boxes que el van perjudicar. Al GP d'Espanya, Rosberg va començar una ratxa de vuit carreres seguides aconseguint sumar punts per al seu equip, firmant grans actuacions com un avançament a l'extrem al GP de Mònaco sobre Felipe Massa (Ferrari), i una remuntada colossal al GP d'Alemanya, on va sortir quinzè i va acabar quart.
Durant el GP de Singapur va signar el seu millor resultat classificatori en aquesta temporada amb un tercer lloc, just per sota de Lewis Hamilton i Sebastian Vettel. Durant la sortida aconsegueix avançar a Vettel i es manté al mateix ritme que Hamilton, però en la seva primera parada a boxes comet un error en sortir pel carreró de boxes, essent penalitzat amb un "drive through". Després la carrera es complicà amb la sortida del cotxe de seguretat, que el retardà i va provocar que acabés onzè.
Després, el rendiment del seu Williams F1 fou compromès per l'enfocament de l'equip en el cotxe de la següent temporada, baixant notablement el seu rendiment, tot i que malgrat això Rosberg va aconseguir quedar cinquè al GP del Japó, celebrat en el llegendari circuit de Suzuka. Al final de la temporada Rosberg va aconseguir sumar 34,5 punts, essent tots els que sumà Williams F1 en aquesta temporada, ja que el seu company Nakajima no va aconseguir puntuar ni una sola vegada.

### Anys a Mercedes (2010 - Present)

#### Campionat de 2010
El 29 d'octubre de 2009, mentre encara corria per l'equip Williams, Rosberg va anunciar a la premsa que deixaria l'equip en acabar la temporada 2009, acabant amb una relació de quatre anys amb l'equip de Frank Williams. Rosberg afirmà que "Williams realment ha donat suport a la meva carrera durant tots aquests anys i m'agradaria donar-los un gran agraïment a tots ells. No obstant això, no estic segur que puguin guanyar carreres en aquest moment, la qual cosa m'agradaria".
El 16 de novembre de 2009, l'equip campió Brawn GP fou comprat pel constructor alemany Mercedes-Benz i rebatejat Mercedes Grand Prix, disparant els possibles rumors que Rosberg fitxés per la nova escuderia. No va ser fins al 23 de novembre de 2009 quan Rosberg va ser anunciat oficialment com el primer fitxatge de Mercedes per a la temporada 2010.
Justament un mes després, l'equip Mercedes anuncia el retorn a la competició del set vegades campió del món Michael Schumacher. Rosberg va cedir el número a Schumacher després que ell li demanés, en ser supersticiós (preferia el nombre imparell de Nico, el 3, en comptes del 4).

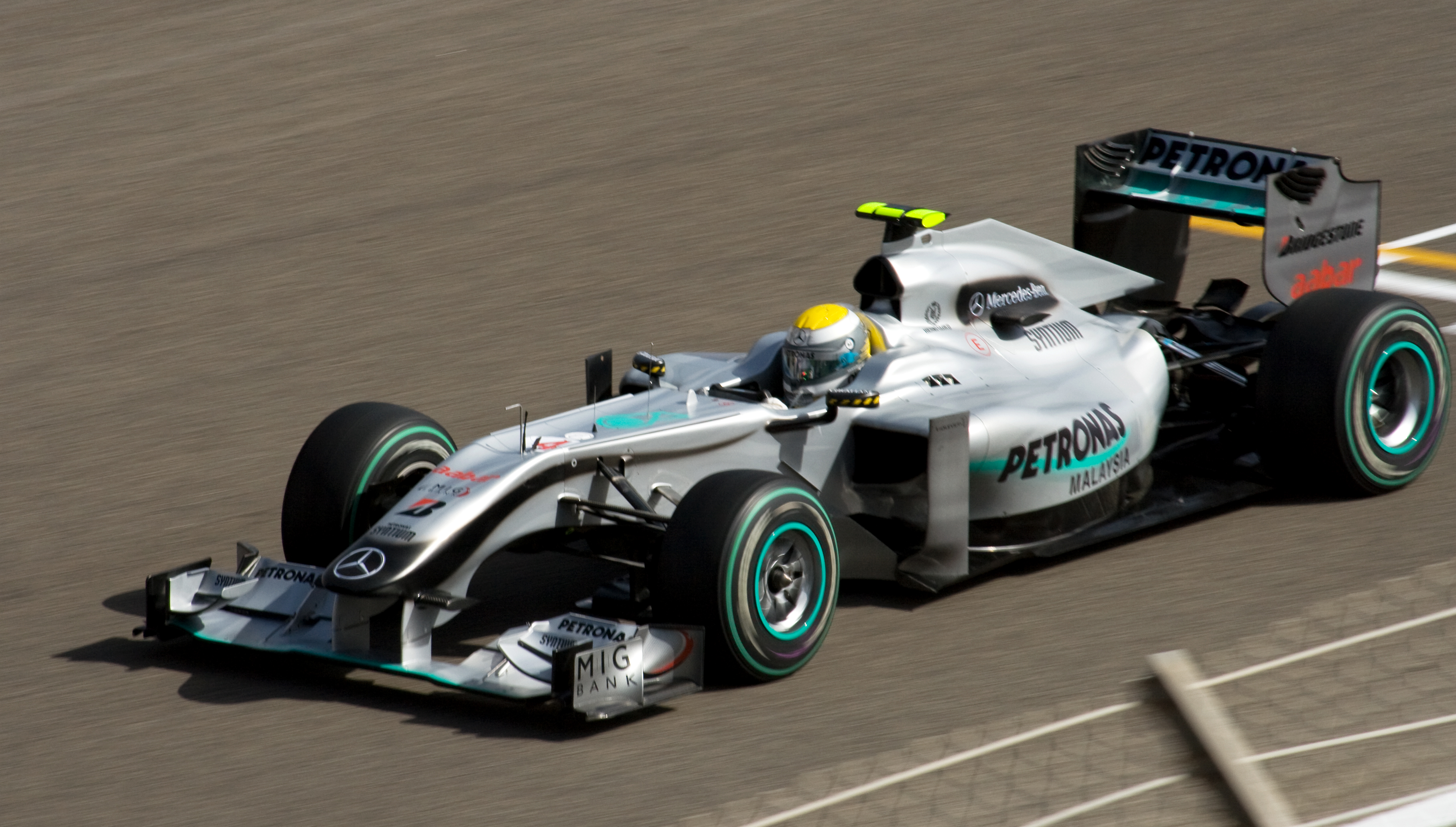
Nico Rosberg al Gran Premi de Bahrain del 2010.

En el seu debut amb Mercedes GP, Nico Rosberg va aconseguir classificar-se en el cinquè lloc de la graella de sortida per al Gran Premi de Bahrain del 2010, superant al seu company d'equip Michael Schumacher, i a la carrera Rosberg va acabar també cinquè superant novament el seu company d'equip. En la segona carrera de la temporada a Melbourne, Nico va quedar de nou per davant de Schumacher, aconseguint un sisè lloc a la graella de sortida. A la carrera, s'aconseguí recuperar d'una mala sortida i acabà cinquè.
A Sepang, Nico Rosberg va aconseguir el seu millor registre classificatori amb un excel·lent segon lloc sota una pluja torrencial, essent superat únicament pel seu excompany d'equip Mark Webber de Red Bull però superant de nou a Schumacher. A la carrera, tot va transcórrer amb relativa tranquil·litat, ja que la pluja no va fer acte de presència. A la sortida, Rosberg fou superat per Sebastian Vettel. Des d'aleshores, la carrera de Nico va ser conservadora, ja que el seu Mercedes MGP W01 no tenia ni el ritme ni la velocitat per poder competir amb els Red Bull. Al final de la carrera, Rosberg aconsegueix quedar al podi amb un tercer lloc, puntuant per tercera carrera consecutiva i donant a Mercedes el seu primer podi a la màxima categoria des de la temporada 1955. A la Xina, Nico torna a brillar i aconsegueix un altre podi, completant un fantàstic començament de temporada.
No obstant això, a partir de llavors el Mercedes MGP W01 va perdre avantatge respecte als competidors i Rosberg només va poder aconseguir un nou podi a Silverstone i un quart lloc a Abu Dhabi com a millors actuacions, però en contrapartida va superar àmpliament al seu company d'equip Schumacher a la classificació final.

#### Campionat de 2011
Durant la temporada 2011 de Fórmula 1, Mercedes torna a comptar de nou amb Rosberg i Schumacher. No obstant això, el començament de Nico no és bo, ja que el cotxe no és tan competitiu com el de la temporada passada, i no aconsegueix puntuar en les dues primeres carreres. Però al GP de la Xina fa una excel·lent carrera, va ser primer, fins que un problema amb el combustible l'allunya del que hauria estat la seva primera victòria o un altre podi, i acaba cinquè. Un cop arriba la gira per Europa, Nico puntua en set carreres, queda fora dels punts en una i només abandona en una altra. A Canadà, la carrera més complicada de l'any, Rosberg rodava en els punts fins que en les últimes voltes fa malbé l'aleró i acaba onzè. A la gira asiàtica Nico aconsegueix puntuar en tots els circuits. També ho aconsegueix al Brasil. En el tram final de la temporada, Schumacher es va recuperar i va intentar lluitar per a superar-lo en la classificació general, però de nou per segon any consecutiu, Rosberg queda per sobre del seu company d'equip.

#### Campionat de 2012

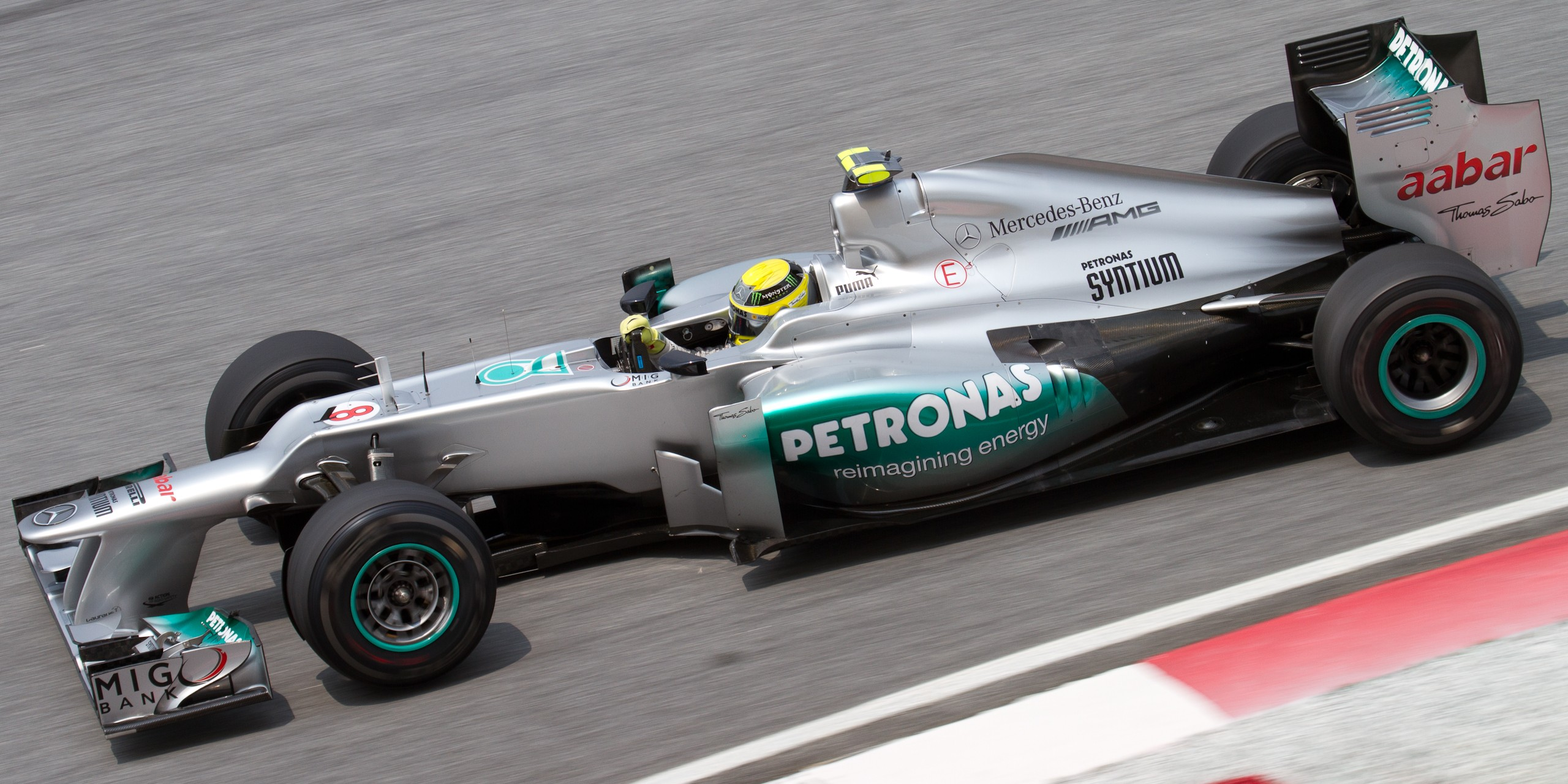
Rosberg durant el Gran Premi de Malàisia.

Rosberg i Schumacher són de nou els pilots oficials de Mercedes per a la temporada 2012 de Fórmula 1. El cotxe de Mercedes es va mostrar molt fort i competitiu a la pretemporada, però en les dues primeres carreres de l'any Rosberg torna a tenir un mal inici, ja que no puntua en cap de les dues carreres. A la primera, per un incident a la volta final amb Sergio Pérez i en la segona per la forta pluja torrencial.
Després de 110 participacions en la Fórmula 1 va obtenir la seva primera pole position al Gran Premi de la Xina. Nico va fer una gran Q3 traient més de mig segon al segon classificat, Lewis Hamilton. Tercer va quedar el seu company d'equip Michael Schumacher. Hamilton al final és penalitzat amb 5 posicions per canviar la seva caixa de canvis, per tant els Mercedes van iniciar la carrera des de la primera línia, cosa que no passava des del Gran Premi de Monza de la temporada 1955. La carrera és dominada per Nico, que guanya amb autoritat, aconseguint finalment la seva primera victòria a la Fórmula 1.

## Resum de la seva carrera
- 2002: Campió de la Fórmula BMW.
- 2003: Vuitè a les F3 Euroseries.
- 2004: Quart a les F3 Euroseries.
- 2005: Campió de les GP2 Series; pilot de proves de Williams F1.
- 2006: Pilot titular de Williams F1, dissetè a la Fórmula 1 (4 punts).
- 2007: Pilot titular de Williams F1, novè a la Fórmula 1 (20 punts).
- 2008: Pilot titular de Williams F1, tretzè a la Fórmula 1 (17 punts).
- 2009: Pilot titular de Williams F1, setè a la Fórmula 1 (34.5 punts).
- 2010: Pilot titular de Mercedes GP, setè a la Fórmula 1 (142 punts).
- 2011: Pilot titular de Mercedes GP, setè a la Fórmula 1 (89 punts).
- 2016: Campió del Món de la Formula 1.

## Resultats de la seva carrera

### Resultats de tota la seva carrera
| Temporada | Sèrie                         | Equip                 | Carrera | Victòries | Poles | V/Ràpides | Pòdiums | Punts | Posició |
| --------- | ----------------------------- | --------------------- | ------- | --------- | ----- | --------- | ------- | ----- | ------- |
| 2001      | Fórmula BMW Junior Cup Iberia |                       | 3       | 0         | 0     | 0         | 0       | 38    | 18è     |
| 2002      | Fórmula BMW ADAC              | VIVA Racing           | 20      | 9         | 5     | 1         | 13      | 264   | 1r      |
| 2003      | Fórmula 3                     | Team Rosberg          | 20      | 1         | 1     | 2         | 5       | 45    | 8è      |
| 2003      | Masters de Fórmula 3          | Team Rosberg          | 1       | 0         | 0     | 0         | 0       | N/A   | NC      |
| 2003      | Gran Premi de Macau           | Carlin Motorsport     | 1       | 0         | 0     | 0         | 0       | N/A   | NC      |
| 2003      | Super Premio de Corea         | Carlin Motorsport     | 1       | 0         | 0     | 0         | 0       | N/A   | 11è     |
| 2004      | Fórmula 3                     | Team Rosberg          | 19      | 3         | 2     | 2         | 5       | 70    | 4t      |
| 2004      | Gran Premi de Macau           | Team Rosberg          | 1       | 0         | 0     | 0         | 0       | N/A   | NC      |
| 2004      | Masters de Fórmula 3          | Team Rosberg          | 1       | 0         | 0     | 0         | 0       | N/A   | 6è      |
| 2004      | Super Premi de Bahrain        | Team Rosberg          | 1       | 0         | 0     | 0         | 1       | N/A   | 2n      |
| 2005      | GP2 Series                    | ART Grand Prix        | 23      | 5         | 4     | 5         | 12      | 120   | 1r      |
| 2006      | Fórmula 1                     | Williams              | 18      | 0         | 0     | 1         | 0       | 4     | 17è     |
| 2007      | Fórmula 1                     | AT&T Williams         | 17      | 0         | 0     | 0         | 0       | 20    | 9è      |
| 2008      | Fórmula 1                     | AT&T Williams         | 18      | 0         | 0     | 0         | 2       | 17    | 13è     |
| 2009      | Fórmula 1                     | AT&T Williams         | 17      | 0         | 0     | 1         | 0       | 34.5  | 7è      |
| 2010      | Fórmula 1                     | Mercedes GP Petronas  | 19      | 0         | 0     | 0         | 3       | 142   | 7è      |
| 2011      | Fórmula 1                     | Mercedes GP Petronas  | 19      | 0         | 0     | 0         | 0       | 89    | 7è      |
| 2012      | Fórmula 1                     | Mercedes AMG Petronas | 20      | 1         | 1     | 2         | 2       | 93    | 9è      |
| 2013      | Fórmula 1                     | Mercedes AMG Petronas | 19      | 2         | 3     | 0         | 4       | 171   | 6è      |
| 2014      | Fórmula 1                     | Mercedes AMG Petronas | 19      | 5         | 11    | 5         | 15      | 317   | 2n      |
| 2015      | Fórmula 1                     | Mercedes AMG Petronas | 19      | 6         | 7     | 5         | 15      | 322   | 2n      |
| 2016      | Fórmula 1                     | Mercedes AMG Petronas | 21      | 9         | 8     | 6         | 16      | 385   | 1r      |

### Resultats complets Fórmula BMW ADAC
| Any  | Escuderia   | 1      | 2        | 3       | 4       | 5        | 6        | 7        | 8      | 9       | 10    | 11      | 12      | 13      | 14      | 15      | 16       | 17    | 18      | 19     | 20       | Lloc | Punts |
| ---- | ----------- | ------ | -------- | ------- | ------- | -------- | -------- | -------- | ------ | ------- | ----- | ------- | ------- | ------- | ------- | ------- | -------- | ----- | ------- | ------ | -------- | ---- | ----- |
| 2002 | VIVA Racing | HOC1 1 | HOC1 2 1 | ZOL 1 2 | ZOL 2 1 | SAC 1 11 | SAC 2 11 | NÜR1 1 3 | NÜR1 1 | NOR 1 4 | NOR 2 | LAU 1 7 | LAU 2 5 | NÜR 1 3 | NÜR 2 1 | A1R 1 5 | A1R 2 17 | ZAN 1 | ZAN 2 1 | HOC2 1 | HOC2 2 1 | 1º   | 264   |

### Resultats complets de la Fórmula 3 Euroseries
| Any  | Escuderia    | Xassís           | Motor       | 1          | 2        | 3         | 4       | 5        | 6         | 7         | 8         | 9       | 10       | 11        | 12      | 13      | 14      | 15        | 16        | 17       | 18        | 19       | 20        | Lloc | Punts |
| ---- | ------------ | ---------------- | ----------- | ---------- | -------- | --------- | ------- | -------- | --------- | --------- | --------- | ------- | -------- | --------- | ------- | ------- | ------- | --------- | --------- | -------- | --------- | -------- | --------- | ---- | ----- |
| 2003 | Team Rosberg | Dallara F303/005 | Spiess-Opel | HOC1 1 Ret | HOC1 2 3 | ADR 1 Ret | ADR 2   | PAU 1 15 | PAU 2 17  | NOR 1 8   | NOR 2 Ret | LMS 1   | LMS 2 11 | NÜR 1 Ret | NÜR 2 3 | A1R 1 8 | A1R 2 3 | ZAN 1 18  | ZAN 2 8   | HOC2 1 7 | HOC2 2 14 | MAG 1 6  | MAG 2 Ret | 8º   | 45    |
| 2004 | Team Rosberg | Dallara F303/006 | Spiess-Opel | HOC1 1     | HOC1 2 1 | EST 1 Ret | EST 2 4 | ADR 1 5  | ADR 1 Ret | PAU 1 Ret | PAU 2 Ret | NOR 1 4 | NOR 1 17 | MAG 1 6   | MAG 2   | NÜR 1   | NÜR 2 3 | ZAN 1 Ret | ZAN 2 DNS | BRN 1 4  | BRN 2 11  | HOC2 1 8 | HOC2 2 8  | 4º   | 70    |

- Les carreres en negreta indiquen pole position; les carreres en cursiva, volta ràpida.

### Resultats complets de les GP2 Series
| Any  | Escuderia      | 1         | 2           | 3         | 4         | 5         | 6         | 7         | 8         | 9         | 10        | 11        | 12        | 13        | 14        | 15        | 16         | 17        | 18        | 19        | 20        | 21        | 22        | 23        | Lloc | Punts |
| ---- | -------------- | --------- | ----------- | --------- | --------- | --------- | --------- | --------- | --------- | --------- | --------- | --------- | --------- | --------- | --------- | --------- | ---------- | --------- | --------- | --------- | --------- | --------- | --------- | --------- | ---- | ----- |
| 2005 | ART Grand Prix | SMR FEA 8 | SMR SPR Ret | ESP FEA 9 | ESP SPR 4 | MON FEA 3 | EUR FEA 3 | EUR SPR 4 | FRA FEA 7 | FRA SPR 1 | GBR FEA 1 | GBR SPR 4 | GER FEA 1 | GER SPR 4 | HUN FEA 5 | HUN SPR 2 | TUR FEA 17 | TUR SPR 3 | ITA FEA 2 | ITA SPR 2 | BEL FEA 3 | BEL SPR 5 | BHR FEA 1 | BHR SPR 1 | 1º   | 120   |

- Les carreres en negreta indiquen pole position; les carreres en cursiva, volta ràpida.

### Resultats complets a la Fórmula 1
| Any  | Escuderia         | 1       | 2       | 3       | 4       | 5       | 6       | 7       | 8      | 9       | 10      | 11     | 12      | 13      | 14      | 15      | 16      | 17      | 18      | 19     | 20     | 21    | Lloc | Punts |
| ---- | ----------------- | ------- | ------- | ------- | ------- | ------- | ------- | ------- | ------ | ------- | ------- | ------ | ------- | ------- | ------- | ------- | ------- | ------- | ------- | ------ | ------ | ----- | ---- | ----- |
| 2006 | Williams-Cosworth | BAH 7   | MYS Ret | AUS Ret | SMR 11  | EUR 7   | ESP 11  | MON Ret | GBR 9  | CAN Ret | USA 9   | FRA 14 | GER Ret | HUN Ret | TUR Ret | ITA Ret | CHN 11  | JPN 10  | BRA Ret |        |        |       | 17è  | 4     |
| 2007 | Williams-Toyota   | AUS Ret | MYS Ret | BAH 10  | ESP Ret | MON 12  | CAN 10  | USA 16  | FRA 9  | GBR 12  | EUR Ret | HUN 7  | TUR 7   | ITA 6   | BEL 6   | JPN Ret | CHN 16  | BRA 4   |         |        |        |       | 11è  | 15    |
| 2008 | Williams-Toyota   | AUS 3   | MYS 14  | BAH 8   | ESP Ret | TUR 8   | MON Ret | CAN 10  | FRA 16 | GBR 9   | GER 10  | HUN 14 | EUR 8   | BEL 12  | ITA 14  | SIN 2   | JPN 11  | CHN 15  | BRA 12  |        |        |       | 13è  | 17    |
| 2009 | Williams-Toyota   | AUS 6   | MYS 8   | CHN 15  | BAH 9   | ESP 8   | MON 6   | TUR 5   | GBR 5  | GER 4   | HUN 4   | EUR 5  | BEL 8   | ITA 16  | SIN 11  | JPN 5   | BRA Ret | ABU 9   |         |        |        |       | 7è   | 34,5  |
| 2010 | Mercedes          | BAH 5   | AUS 5   | MYS 3   | CHN 3   | ESP 13  | MON 7   | TUR 5   | CAN 6  | EUR 10  | GBR 3   | GER 8  | HUN Ret | BEL 6   | ITA 5   | SIN 5   | JPN 17# | RCO Ret | BRA 6   | ABU 4  |        |       | 7è   | 142   |
| 2011 | · Mercedes        | AUS Ret | MYS 12  | CHN 5   | TUR 5   | ESP 7   | MON 11  | CAN 11  | EUR 7  | GBR 6   | GER 7   | HUN 9  | BEL 6   | ITA Ret | SIN 7   | JPN 10  | RCO 8   | IND 6   | ABU 6   | BRA 7  |        |       | 7è   | 89    |
| 2012 | · Mercedes        | AUS 12  | MYS 13  | CHN 1   | BAH 5   | ESP 7   | MON 2   | CAN 6   | EUR 6  | GBR 15  | GER 10  | HUN 10 | BEL 11  | ITA 7   | SIN 5   | JPN Ret | RCO Ret | IND 11  | ABU Ret | USA 13 | BRA 15 |       | 9è   | 93    |
| 2013 | · Mercedes        | AUS Ret | MYS 4   | CHN Ret | BAH 9   | ESP 6   | MON 1   | CAN 5   | GBR 1  | GER 9   | HUN 19† | BEL 4  | ITA 6   | SIN 4   | KOR 7   | JPN 8   | IND 2   | ABU 3   | USA 9   | BRA 5  |        |       | 6è   | 171   |
| 2014 | · Mercedes        | AUS 1   | MYS 2   | BHR 2   | CHN 2   | ESP 2   | MON 1   | CAN 2   | AUT 1  | GBR Ret | GER 1   | HUN 4  | BEL 2   | ITA 2   | SIN Ret | JPN 2   | RUS 2   | USA 2   | BRA 1   | ABU 14 |        |       | 2n   | 317   |
| 2015 | · Mercedes        | AUS 2   | MYS 3   | CHN 2   | BHR 3   | ESP 1   | MON 1   | CAN 2   | AUT 1  | GBR 2   | HUN 8   | BEL 2  | ITA 17† | SIN 4   | JPN 2   | RUS Ret | USA 2   | MEX 1   | BRA 1   | ABU 1  |        |       | 2n   | 322   |
| 2016 | · Mercedes        | AUS 1   | BHR 1   | CHN 1   | RUS 1   | ESP Ret | MON 7   | CAN 5   | EUR 1  | AUT 4   | GBR 3   | HUN 2  | GER 4   | BEL 1   | ITA 1   | SIN 1   | MYS 3   | JPN 1   | USA 2   | MEX 2  | BRA 2  | ABU 2 | 1r   | 385   |